# Samche-Džavahetija
Samche-Džavahetija (gruz. სამცხე-ჯავახეთი) je administrativna regija u sastavu Gruzije. Nalazi se na jugu države, a uključuje povijesne pokrajine Meshetiju, Džavahetiju i Tori. Glavni grad je Ahalcihe (Akhaltsikhe).
Na površini od 6413 kvadratnih kilometara živi 160.504 stanovnika, blagom većinom Armena. Regija se sastoji od šest općina:
| Općina / grad | Stan. (2014) | Naselje    | Stan. (2014) |
| ------------- | ------------ | ---------- | ------------ |
| Ahalcihe      | 20.992       | Ahalcihe   | 17.903       |
| Adigeni       | 16.462       | Adigeni    | 783          |
| Aspindza      | 10.372       | Aspindza   | 2793         |
| Ahalkalaki    | 45.070       | Ahalkalaki | 8295         |
| Boržomi       | 25.214       | Boržomi    | 10.546       |
| Ninocminda    | 24.491       | Ninocminda | 5144         |

## Vanjske poveznice
- Friends at Dinner, Foes at Politics (o socio-ekonomskim problemima u regiji)
- Obstacles Impeding the Regional Integration of the Javalkheti Region, ECMP radni dokument u PDF formatu